# Krista White
Krista White (Pine Bluff, 19 dicembre 1984) è una modella statunitense, nota alla televisione per essere la vincitrice della 14ª stagione di America's Next Top Model.

## America's Next Top Model
Krista White ha partecipato e vinto la 14ª edizione di America's Next Top Model. È stata chiamata per prima quattro volte in tutto e non è mai finita fra le ultime due (questo record era stato preceduto già da tre altre vincitrici:Jaslene Gonzales, McKey Sullivan, Nicole Fox, Ann Ward e raggiunto successivamente da Sophie Sumner, la vincitrice della 18ª edizione).
Ha vinto in tutto quattro sfide. Durante il giudizio finale i giudici decisero di farla vincere perché, rispetto alla compagna Raina Hein, Krista avrebbe avuto più possibilità di una carriera internazionale.
Ha sfilato per la designer newyorkese Nicole Miller alla settimana della moda in Nuova Zelanda, e per Betsey Johnson.

Inoltre, nel 2011, ha preso parte a Rip The Runway in onda su BET.